# Ходково-Дзялкі
Ходково-Дзялкі (пол. Chodkowo-Działki) — село в Польщі, у гміні Бодзанув Плоцького повіту Мазовецького воєводства.
Населення — 385 осіб (2011).
У 1975-1998 роках село належало до Плоцького воєводства.

## Демографія
Демографічна структура станом на 31 березня 2011 року:
|          | Загалом | Допрацездатний вік | Працездатний вік | Постпрацездатний вік |
| -------- | ------- | ------------------ | ---------------- | -------------------- |
| Чоловіки | 176     | 31                 | 129              | 16                   |
| Жінки    | 209     | 35                 | 122              | 52                   |
| Разом    | 385     | 66                 | 251              | 68                   |